# Øllebølle
Øllebølle er en lille landsby ret øst for Vester Ulslev på Lolland. Landsbyen befinder sig i Guldborgsund Kommune og tilhører Region Sjælland.
Den nævnes førte gang i skriftlige kilder år 1468. Navnet kommer sandsynligvis af et oldnordisk ord for "damp" eller "tåge", ylr, kombineret med endelsen -bølle, der er det samme ord som "bolig": altså "den tågede boplads". Ca. 500 m nordvest for landsbyen lå den mosestræking, der i så fald blev hentydet til.

## Administrativt/kirkeligt tilhørsforhold

### Tidligere
- Musse Herred, Ålholm Len, Ålholm Amt, Maribo Amt, Storstrøms Amt, Vester Ulslev sognekommune, Nysted Kommune
- Fyens Stift

### Nuværende
- Region Sjælland, Guldborgsund Kommune
- Lolland-Falsters Stift, Lolland Østre Provsti, Øster Ulslev-Vester Ulslev-Godsted Pastorat, Vester Ulslev Sogn